# Euptychia vesper
Euptychia vesper är en fjärilsart som beskrevs av Butler 1867. Euptychia vesper ingår i släktet Euptychia och familjen praktfjärilar. Inga underarter finns listade i Catalogue of Life.